# President de Timor Oriental

Escut d'Armes de Timor Oriental.

En 1975 Timor Oriental es va fer independent de Portugal. Francisco Xavier do Amaral va ser seu primer president, no obstant això va governar només fins a 7 de desembre de 1975, quan el país va ser envaït per Indonèsia.
Timor Oriental va romandre sota ocupació indonèsia fins que en referèndum a 30 d'agost de 1999 supervisat per les Nacions Unides, la població va votar per la independència. Després el referèndum, l'ONU va fer una administració de transició fins a 20 de maig de 2002, quan el país novament es va fer independent.

## Presidents i Primeres Ministres de Timor Oriental (2002-actualitat)
Segons la constitució, el President de Timor Oriental és el Cap d'Estat del país. El seu mandat és de 5 anys.
Aquesta és la llista de presidents de Timor Oriental després de 2002.
| Inici              | Final              | President              | Primers Ministres                                                  |
| ------------------ | ------------------ | ---------------------- | ------------------------------------------------------------------ |
| 20 de maig de 2002 | 20 de maig de 2007 | Kay Rala Xanana Gusmão | Mari Alkatiri (2002-2006) José Ramos-Horta (2006-2007)             |
| 20 de maig de 2007 | 20 de maig de 2012 | José Ramos Horta       | Estanislau da Silva (2007) Xanana Gusmão (2007-2012)               |
| 20 de maig de 2012 | Present            | Taur Matan Ruak        | Xanana Gusmão (2012-2015) Rui Maria de Araújo (16 de febrer 2015-) |